# Mehlieren

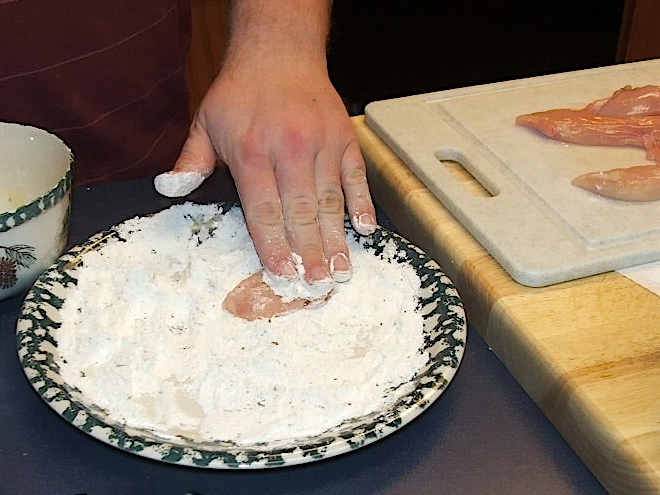
Mehlieren von Hühnerfleisch (hier als erster Schritt des Panierens)

Mehlieren, in Österreich auch farinieren genannt, ist der küchensprachliche Ausdruck für das Wenden von Lebensmitteln, meist Fleisch oder Fisch, in Mehl. Es dient der Vorbereitung der Stücke zum Braten oder stellt den ersten Schritt des Panierens dar.
Zum Mehlieren werden die vorbereiteten Fleisch- oder Fischstücke mit griffigem Weizenmehl entweder bestäubt oder in einem Teller mit Mehl gewendet. Das überschüssige Mehl wird anschließend abgeschüttelt. Dadurch wird die Feuchtigkeit auf der Oberfläche gebunden, was das Braten erleichtert, bzw. die Haftung des Eies beim Panieren verbessert.
Zusätzlich verbessert das Mehlieren den Geschmack beim Braten eiweißreicher Lebensmittel, da das Mehl die für die aromabildenden Maillard-Reaktionen ebenfalls notwendigen Kohlenhydrate enthält.
Das gleich klingende Melieren hat eine andere Bedeutung.